# Тетраграф
Тетраграф (от греч.: τετρα-, tetra-, «четыре» и γράφω, gráphō, «пишу») представляет собой последовательность из четырёх букв, используемых для представления одного звука (фонемы), или сочетания звуков, которые не обязательно соответствуют отдельным значениям букв. Например, в немецком языке тетраграф tsch представляет звук /t͡ʃ/. В английском языке нет тетраграфов (пожалуй, ближайшим является последовательность -ough в слове through «через»), но сочетание chth является тетраграфом в словах греческого происхождения, таких как chthonian.
Фонемы, записанные при помощи нескольких символов, часто указывают, что или фонема либо вся письменность чужда языку. К примеру, кириллические алфавиты адаптированы для языков Кавказа, которые фонологически сильно отличаются от русского, и в этих языках широко используются диграфы, триграфы и даже тетраграф кхъу для звука /qʷ/ в кабардинском языке. Романизированный популярный алфавит, созданный для языков хмонг, включает в себя три тетраграфа: nplh, ntsh, и ntxh, представляющие собой сложные согласные.

## Список тетраграфов

### Кириллица
В кириллице для языков Кавказа есть тетраграфы как двойные диграфы, используемые для «сильных» согласных (как правило, транскрибируются в МФА как геминальные), а также лабиализованные гомологи триграфов.
- ⟨кхъу⟩ используется в кабардинском языке для звука [qʷ], лабиализованный гомолог триграфа ⟨кхъ⟩ [q], происходит от выброса диграфа ⟨къ⟩ [qʼ].
- ⟨кӀкӀ⟩ используется в аварском языке для звука [kʼː], "сильный" гомолог диграфа ⟨кӀ⟩ [kʼ], выброс (⟨Ӏ⟩) гомолог буквы ⟨к⟩ [k]. Часто заменяется ⟨кӀ⟩ [kʼ].
- ⟨цӀцӀ⟩ используется в аварском языке для звука [tsʼː]. Часто заменяется ⟨цӀ⟩ [tsʼ].
- ⟨чӀчӀ⟩ используется в аварском языке для звука [tʃʼː]. Часто заменяется ⟨чӀ⟩ [tʃʼ].
- ⟨гъӀв⟩ используется в арчинском языке для звука [ʁʷˤ]
- ⟨ккъӀ⟩ используется в арчинском языке для звука [qːʼˤ]
- ⟨къӏв⟩ используется в арчинском языке для звука [qʼʷˤ]
- ⟨ллъв⟩ используется в арчинском языке для звука [ɬːʷ]
- ⟨ххьI⟩ используется в арчинском языке для звука [χːˤ]
- ⟨хъӏв⟩ используется в арчинском языке для звука [qʷˤ ]
- ⟨хьӏв⟩ используется в арчинском языке для звука [χʷˤ]